# Guido Trenti
Guido Trenti (født 27. december 1972) er en tidligere professionel amerikansk-italiensk landevejscykelrytter. Trenti har deltaget i de tre grand tours. Han cyklede senest for det italienske ProTour-hold Liquigas.